# Messanyho vila
Vila Františka Messanyho je novorománská vila stojící v pardubické Bulharské (původně Sadové) ulici čp. 119. Postavena byla architektem Bóžou Dvořákem v letech 1900-1901 pro MUDr. Františka Messanyho – lékaře v Pardubicích, mezi léty 1903-1927 primáře pardubické nemocnice.

## Popis stavby
Jednopatrová romantická stavba má přední fasádu obloženou režným kamenným zdivem, sedlovou střechu a na severním nároží  hranolovou věžičku s jehlancovou střechou. Poskytuje výhled na panorama starých Pardubic se Zelenou bránou, Bubeníkovy sady a na vodní plochu Matičního jezera.
Vilu obklopuje parková úprava zahrady i blízkého okolí podle návrhu chrudimského botanika a zahradního architekta J. Staňka. Jihozápadní nároží má do zvýšeného přízemí vložený válcový arkýř, který původně sloužil jako soukromá kaple majitele domu. okna se segmenovými záklenky kryjí umělecky kované mříže, ale nebrání celodennímu přímému osvětlení interiéru. Autorem štukového reliéfu "Svatá Ludmila" je Vilém Amort.